# Скиатос
Ски́атос (греч. Σκίαθος ή Σκιάθος) — небольшой остров в Греции, в Эгейском море, самый западный из островов архипелага Северные Спорады. Курорт. Население 6088 человек по переписи 2011 года.

## География
Остров расположен в северо-западной части Эгейского моря, к востоку от материковой части Греции. Отделён от мыса Сепиада (Σηπιάς) на юге полуострова Магнисия в Фессалии одноимённым проливом шириной 3,5 километра. Самая высокая точка острова — вершина Ставрос (Σταυρός) высотой 433 метра над уровнем моря. Большая часть острова покрыта лесом. Площадь острова составляет 47,212 квадратного километра, протяженность береговой линии — 49 километров. Население проживает в основном в одноимённом малом городе, административном центре острова с населением 4883 человека по переписи 2011 года. На острове находится международный аэропорт «Александрос Пападиамандис». Название острова доэллинское. С названием острова из-за формы также связано название рыбы скиена (др.-греч. σκιαθίς) — светлая умбрина (Umbrina cirrosa) или чёрный горбыль (Sciaena umbra). Считается, что своё название остров Скиатос получил от греческих слов σκιά + Ἄθως («тень Афона»).
Климат средиземноморский, мягкий, сухой, здесь около 300 солнечных дней в году.
На острове выращивают несколько злаковых культур, инжир, фрукты, производят масла и вина. Однако в настоящее время экономика острова в значительной степени зависит от туризма, который очень развит.

## История
Остров был населён ещё в доисторические времена. Первыми колонизаторами были пеласги из Фракии, которых в XVI веке до н. э. вытеснили критяне, представители минойской цивилизации.
Скиатос принял участие в греко-персидской войне. Во время похода персидского царя Ксеркса на Грецию в 480 году до н. э., часть его флота из-за шторма потерпела крушение у скалистых берегов Скиатоса. С 478 года до н. э. Скиатос состоял в Первом афинском морском союзе. После поражения афинян в Пелопоннесской войне, остров подчинялся Спарте в 404—378 гг. до н. э., затем афиняне вернули остров. В 338 году до н. э. Филипп II Македонский захватил остров.
С 146 года до н. э. был в зависимости от Рима, а затем, при Византии, состоял в феме Фессалоники.
После взятия Константинополя в 1204 году крестоносцами, в 1207 году остров завоеван венецианскими братьями Андреа и Иеремия Гизи. Венецианцы построили крепость Бурдзи (Μπούρτζι) в городе Скиатос, но Бурдзи недостаточно защищал остров от набегов пиратов, и значительная часть населения в XIV веке обосновалась в труднодоступной местности на севере острова под названием Кастро, то есть «Крепость». Сегодня Кастро обезлюдел, но представляет большой интерес для туристов.
В 1276 году остров перешел Византии, а в 1538 году турки завоевали его. В 1660 году он был разграблен венецианским адмиралом Франческо Морозини.

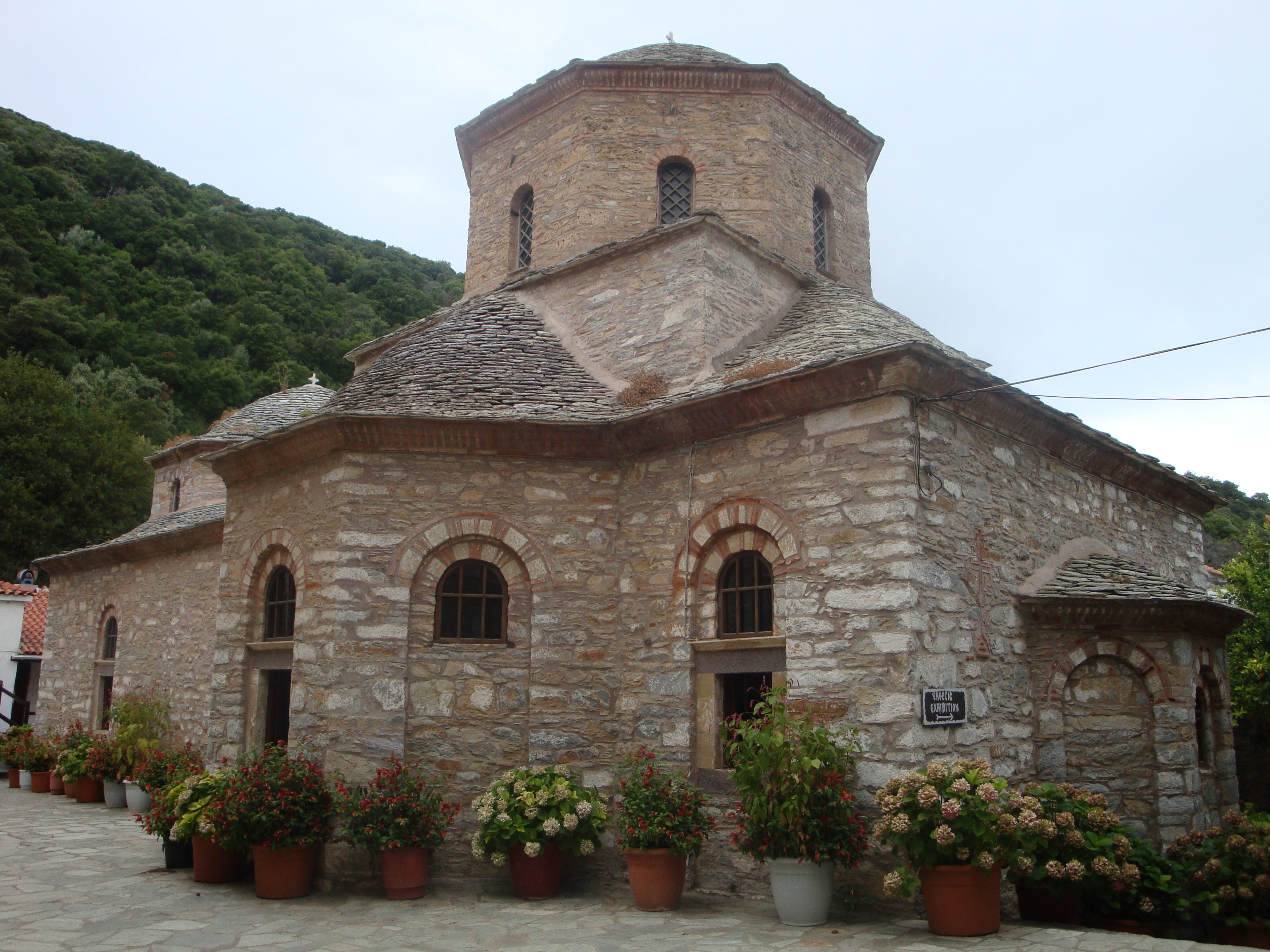
Кафоликон Благовещенского монастыря на Скиатосе

В 1704 г. афонские монахи построили здесь Благовещенский монастырь, который в дальнейшем стал местом укрытия греческих повстанцев.
В 1771 г. между островами Скиатос и Скопелос произошло морское сражение между Российской эскадрой и турецким флотом. В 1778 году жители Скиатоса помогли Ламбросу Кацонису в борьбе с турками. В 1806-07 гг. укрывавшиеся здесь повстанцы с Олимпа Яннис Статас и Никоцарас создали полупиратскую флотилию и совершали налёты по всей северной части Эгейского моря. Жители острова принимали активное участие в освободительной войне Греции 1821-29 гг., но остров остался вне пределов возрождённого греческого государства.
Скиатос воссоединился с Грецией только в 1878 году.

## Достопримечательности

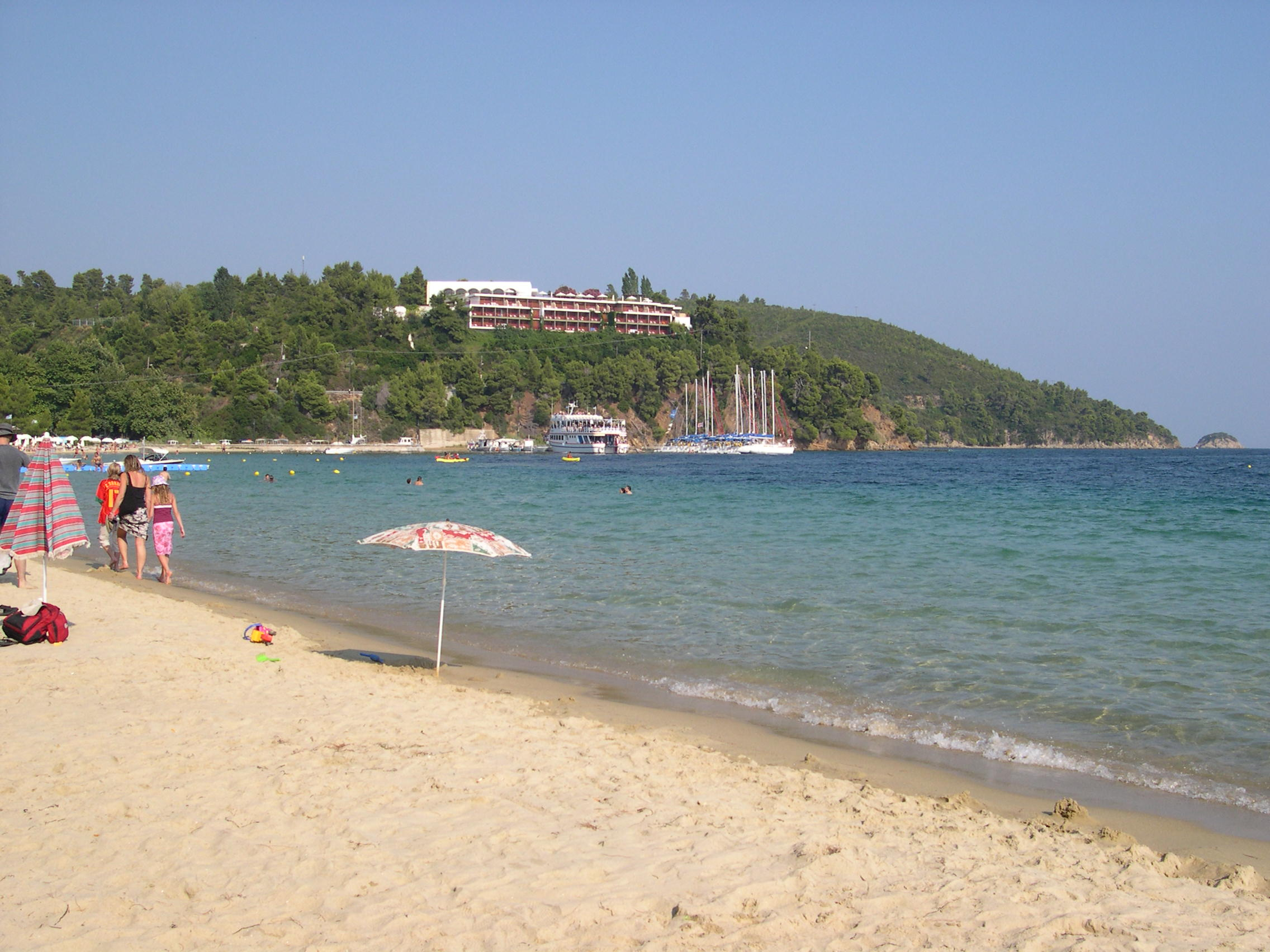
«Золотой песок» в Кукунарьес, на одном из самых красивых песчаных пляжей в Греции

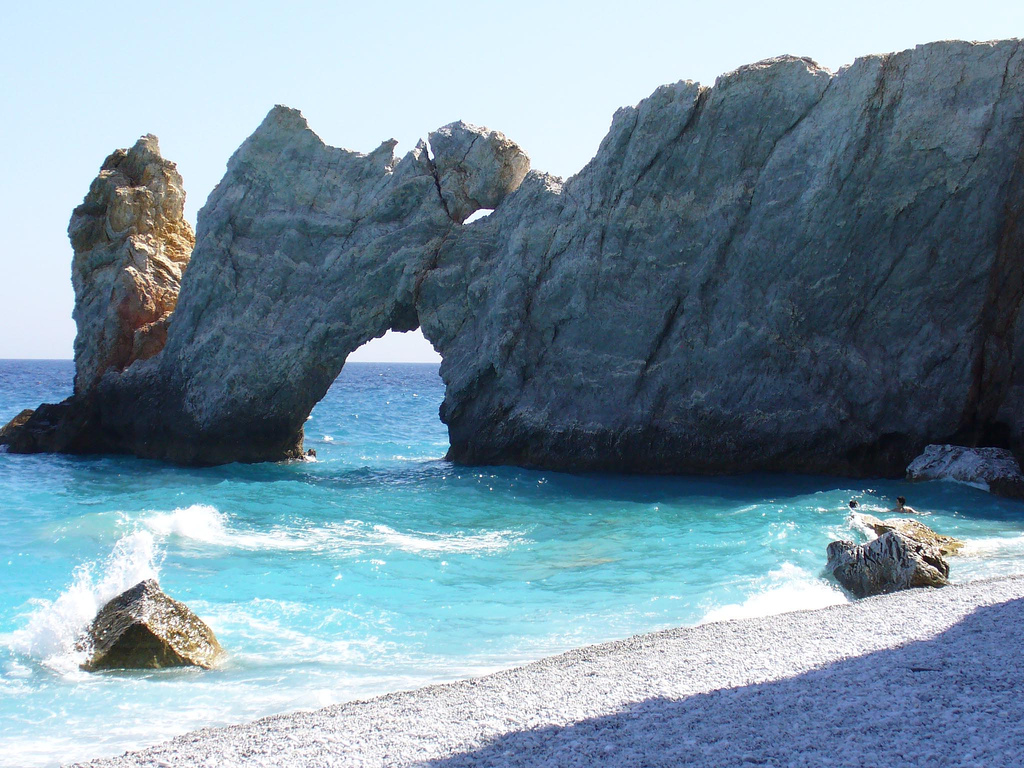
Живописный пляж Лалария на Скиатосе

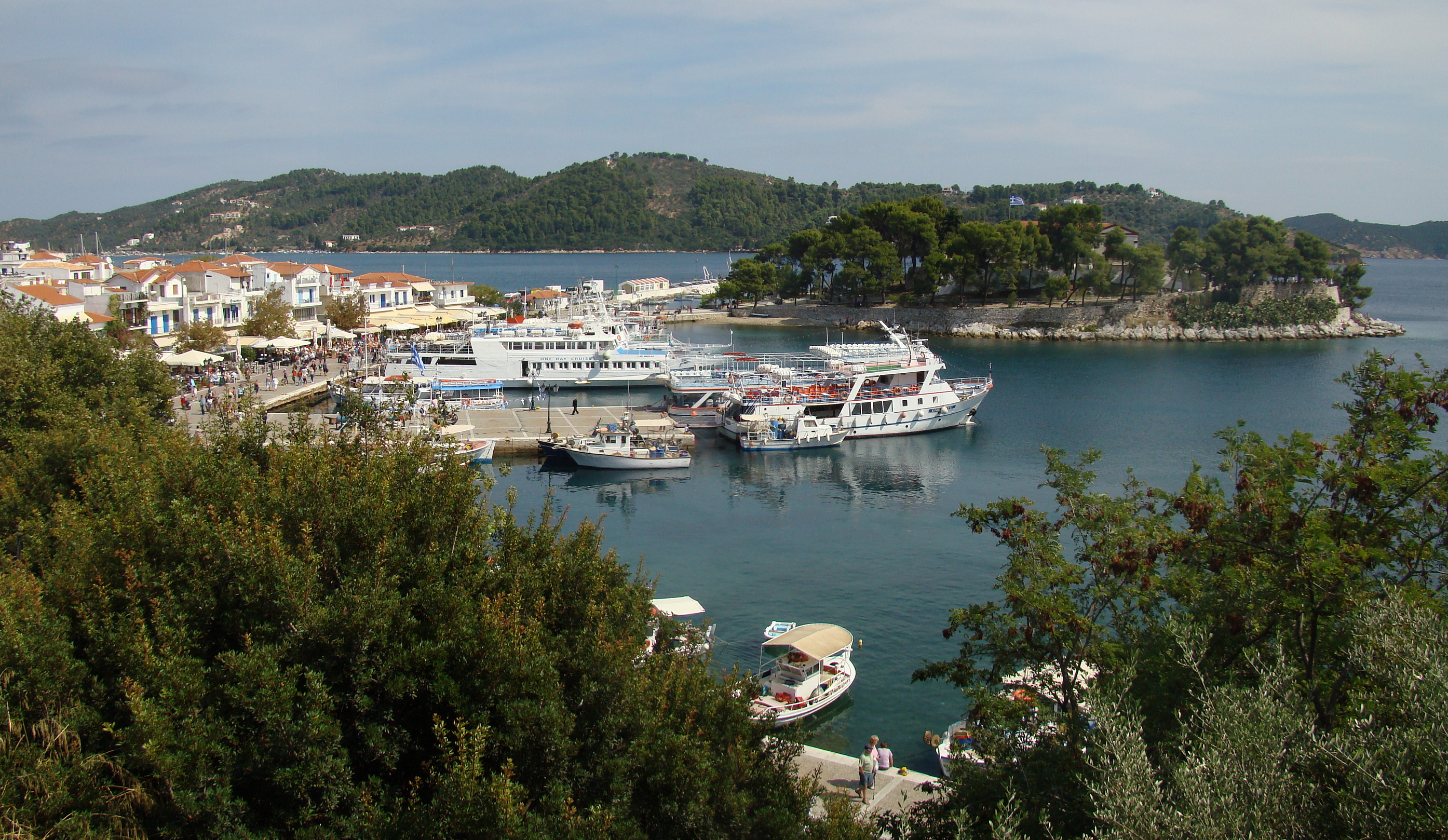
Порт Скиатоса

Пляж в Кукунарьес является одним из самых красивых песчаных пляжей Средиземноморья. В месте старого поселения Кастро находится деревянная церковь Рождества Христова 1695 года. Скиатос известен в Греции как остров Александроса Пападиамантиса, известного и почитаемого в стране писателя. Его дом в городе Скиатос сегодня является музеем. Более того, остров напрямую связан с его памятью, так как большинство мест на острове упоминаются в его текстах. На Скиатосе находится также дом Александроса Мораитидиса, менее известного литератора и двоюродного брата Александроса Пападиамантиса.

## Туризм
Скиатос является популярным туристическим направлением. На острове развитая инфраструктура, много красивых пляжей, 10 из которых награждены «Голубым флагом» (по состоянию на сентябрь 2021 года). В 2019 году популярный туристический журнал Condé Nast Traveler назвал Скиатос островом с лучшими пляжами в мире. Скиатос имеет регулярное транспортное сообщение с материковой Грецией и другими странами: добраться до острова можно на самолете или паромом.

## Община Скиатос

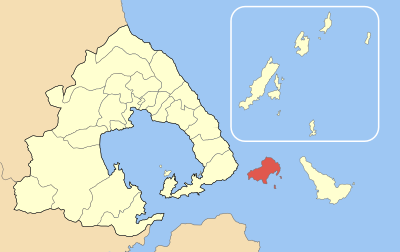
Община Скиатос на карте периферийных единиц Магнисия и Спорады

Община (дим) Скиатос (греч. Δήμος Σκιάθου) входит в периферийную единицу Спорады в периферии Фессалия. Население 6088 жителей по переписи 2011 года. Площадь 49,898 квадратного километра. Плотность 122,01 человека на квадратный километр. Административный центр — Скиатос. Димархом на местных выборах 2014 года избран Димитриос Превезанос (Δημήτριος Πρεβεζάνος).
Сообщество создано в 1912 году (ΦΕΚ 245Α), в 1964 году (ΦΕΚ 185Α) создана община.
В общину входят 12 населённых пунктов и острова Репи и Цунгрия, а также островки: Арко, Аспрониси, Даскалониси, Марангос, Прасонисо, Туранес и Цунгриаки .
| Населённый пункт         | Население (2011), человек |
| ------------------------ | ------------------------- |
| Ахладьяс                 | 118                       |
| Благовещенский монастырь | 28                        |
| Зорбадес                 | 38                        |
| Каливия                  | 312                       |
| Канапица                 | 39                        |
| Кацарос                  | 39                        |
| Кольос                   | 85                        |
| Кукунарьес               | 119                       |
| Ксанемос                 | 143                       |
| Платаньяс                | 126                       |
| Репи (остров)            | 0                         |
| Скиатос                  | 4883                      |
| Трулос                   | 158                       |
| Цунгрия (остров)         | 0                         |

## Население
| Год  | Население, человек |
| ---- | ------------------ |
| 1991 | 4601               |
| 2001 | 5788               |
| 2011 | ↗ 6088             |